# سونيت فيلوين
سونيت ستيلا فيلوين لو (ولدت في 6 أكتوبر 1983) هي رياضية من جنوب أفريقيا مثلت بلدها في كل من لعبة الكريكيت وألعاب القوى. في ألعاب القوى، تتنافس رامية الرمح وفازت بالميدالية الفضية الأولمبية في عام 2016 وميداليتين ذهبيتين في ألعاب الكومنولث (في عامي 2006 و2010)، بالإضافة إلى ميداليات في العديد من المسابقات الأخرى. بصفتها لاعبة كريكيت، مثلت المنتخب الوطني لجنوب أفريقيا بين عامي 2000 و2002، بما في ذلك كأس العالم 2000 في نيوزيلندا.